# Ferran Joanmiquel Pla
Ferran Joanmiquel Pla (Girona, 1975) és un dramaturg, director i professor de teatre a l'Escola Universitària de les Arts ERAM.

## Biografia
Va iniciar-se com a actor en el teatre aficionat al seu poble, Medinyà i va començar a formar-se com a actor al Centre de formació teatral El Galliner de Girona. Uns anys més tard, va iniciar-se en dansa contemporània als centres Àrea i La Caldera de Barcelona. Va treballar com a ballarí en les companyies Búbulus Menuts (El País de Miracolors) i Iliacan (Don Juan) i com a actor en les produccions Eixam i Miniatures violentes.
Posteriorment, comença a formar-se en dramatúrgia a l'Obrador de la Sala Beckett i de la Casa de Cultura de Girona.
Participa en diversos projectes internacionals de
dramatúrgia, com ara el projecte d'escriptura al carrer «A vegades em sembla que et veig»  en el Festival Temporada Alta 2011 o l'intercanvi d'autors coorganitzat per la Maison Antoine Vitez i la Sala Beckett el 2011(context en el que es fala lectura dramatitzada de Bleu al Théâtre Ouvert de Paris). El seu text La crida és seleccionat pel Festival de Dramatúrgia sobre la Crisi PIIGS i se'n fa una lectura dramatitzada a la Nau Ivanow, en Festival Grec de Barcelona, 2014 i una posada en escena al festival Tramedautore, al Piccolo Teatro Grassi de Milà,el 2014.
Com a autor català vinculat a la Sala Beckett, el 2019 intervé en el projecte europeu d'intercanvi d'autors Fabulamundi Playwriting Europe, en el qual participa en un procés d'escriptura amb l'autor sicilià Giuseppe Massa en residència al Teatro Libero de Palerm. També es fa la lectura dramatitzada de la versió italiana d'El rey del Gurugú a l'Amfiteatro Augusteo de Lucera, (agost 2020).

## Obres estrenades i llegides
Comença la seva trajectòria professional com a ajudant de direcció en la companyia gironina El Mirador, amb la qual dirigeix la lectura dramatitzada de Riu Gener (Institut del Teatre de Vic 2009) i també treballa com a ajudant de direcció de la Sílvia Escuder en els muntatges Satori Park (La Planeta 2010) i Desitjar viure en un país sense vent (Sala La Planeta 2012).
La sala La Planeta produeix el seu text Dinou amb direcció de Carles Fernández Giua.
El 2015 la sala Beckett produeix el seu text Blau amb direcció de Jordi Prat i Coll.
Paral·lelament, funda la seva pròpia companyia, Cos a Cos, amb la qual dirigeix la lectura dramatitzada d'Orsai (Nits del Coro 2013); estrena Vidres als ulls (La Planeta 2013); La crida (La Planeta 2015, en producció amb Històries de Boscos i La Planeta); El rey del Gurugú (Teatre Ateneu de Celrà 2015, en producció amb La Nave Va); La filla de Chagall (Auditori de La Mercè de Girona 2016, en producció amb Andruxai); el monòleg Cent dies i cent vides sobre la biografia de la política i activista anarcosindicalista Frederica Montseny, obra que guanya el Premi AGT – Cristina Cervià al millor espectacle gironí 2020/21 (Festival Temporada Alta 2021); i, finalment, dirigeix la lectura dramatitzada de Dones que parlen (La Planeta 2022).
Ja com a coordinador del Cicle de Teatre Verbatim de la sala La Planeta, dirigeix i estrena l'obra documental sobre el món del fotoperiodisme El color de la llum (Temporada Alta 2017), i El·lipsi, sobre els efectes sociosanitaris de la pandèmia (2021).
Arrel de la programació de les seves obres a la sala ponentina, es genera una estreta relació artística amb la sala La Mercantil de Balaguer, la qual produeix dos dels seus textos: Samurai (2022). i Una dona sense nom (2024).
I, més recentment, Ferran Utzet dirigeix la lectura dramatitzada del seu text Pantà (XIX Obrador d'Estiu de la Sala Beckett 2024).

## Premis
- 2008 - XI Premi Boira de Vic per l'obra Riu Gener.[16]
- 2009 - Josep Ametller de textos teatrals, XLV Premis Recull de Blanes per l'obra Dinou.[17]
- 2009 - VII Premi de Teatre Joaquim M.Bartrina de Reus per l'obra Blau.[18]
- 2013 - VI Premi de Teatre de Calldetenes Lluís Solà i Sala per l'obra Vidres als ulls.[19]
- 2015 - VIII Premi de Teatre Inicia't de Badalona per l'obra La filla de Chagall.[cal citació]
- 2020 - Premi Pere Capellà de Teatre, dels Premis Octubre, per l'obra Tots els colors del blanc.[20]
- 2021 - Premi Pepe Alba de Teatre dels Premis Literaris Ciutat de Sagunt per l'obra Dones que parlen.[21]
- 2022 - II Premi de Teatre Àngels Poch organitzat per Òmnium Terrassa per l'obra Samurai.[22]
- 2024 - IV Premi de Teatre Àngels Poch organitzat per Òmnium Terrassa per l'obra Una dona sense nom.[23]
- 2024 - XVII Premi de Teatre Lluís Solà i Sala de Calldetenes per l'obra Pantà.[24]
- 2024 - XIX Premi de Teatre Palanca i Roca dels Premis Literaris Ciutat d'Alzira per l'obra Frontera.[25]